# Alex Cribley
Alexander Cribley (sinh ngày 1 tháng 4 năm 1957) là một cựu cầu thủ bóng đá người Anh thi đấu ở vị trí trung vệ. Ông dành hầu hết sự nghiệp cho Wigan Athletic, và có hơn 250 lần ra sân cho câu lạc bộ. Giờ ông là một nhân viên tại Wigan, ở vị trí nhà vật lý trị liệu.